# Erigonoplus nigrocaeruleus
Erigonoplus nigrocaeruleus là một loài nhện trong họ Linyphiidae.
Loài này thuộc chi Erigonoplus. Erigonoplus nigrocaeruleus được Eugène Simon miêu tả năm 1881.